# Chilotomina erberi
Chilotomina erberi là một loài bọ cánh cứng trong họ Chrysomelidae. Loài này được Warchalowski miêu tả khoa học năm 2000.